# 勝瑞站
勝瑞站（日语：／ Shōzui eki */?）是一位於日本德島縣板野郡藍住町勝瑞字東勝地、隸屬於四國旅客鐵道（JR四國）的鐵路車站。車站編號為T03。部份特急列車「渦潮」會在本站停車。因鄰近德島縣立德島北高等學校，所以不少學生使用。2014年，本站為全四國頭20個最多人使用的車站，排行第19。

## 車站構造
為水泥板及鐵架所撘成的單層建築。設有站務室、自動售票機、洗手間及候車大堂。2024年3月16日起降為無人化，在此之前則有由德島站調派的站務人員當值，於早上、中午及下午時間服務。站舍原本還設有便利店但已經結業並空置中。
開業時只設有側式月台1個，且離開站舍（即現時2號月台），後來因應提升高速化，便加設避車線道及月台，變成了現時設有側式月台2個，提供2面2線的配置。1號月台靠近站舍，為避車線，大部份普通列車均在此停靠。月台以鐵架所搭成，有效長度為4輛，為後來才加建的月台；2號月台為主軌道，為特急列車通過時的軌道，月台較少使用，除非當列車需要交換時才會使用。有效長度為5輛。
以往月台及站房間以平交道橫連接。加建了行人天橋後，平交道亦被圍欄所封閉。同時亦進行了加添無障礙通道等的改善工程。兩邊月台均設有蓋候車亭，當中1號月台為簡易式，長度較短；2號月台的候車亭為三邊圍封，面積也較大。

### 月台配置
| 月台 | 路線                    | 方向 | 目的地   |
| ---- | ----------------------- | ---- | -------- |
| 1、2 | ■高德線 （包括■鳴門線） | 下行 | 德島方向 |
| 1、2 | ■高德線                 | 上行 | 高松方向 |
| 1、2 | ■鳴門線                 | 上行 | 鳴門方向 |

## 乘車人數
- 1363人（1995年度）
- 1355人（1996年度）
- 1251人（1997年度）
- 1232人（1998年度）
- 1237人（1999年度）
- 1211人（2000年度）
- 1199人（2001年度）
- 1100人（2002年度）
- 1091人（2003年度）
- 1067人（2004年度）
- 1066人（2005年度）
- 1137人（2006年度）
- 1148人（2007年度）
- 1134人（2008年度）
- 1103人（2009年度）
- 2010年度資料欠奉
- 1139人（2011年度）
- 2012年度資料欠奉
- 1212人（2013年度）
- 1182人（2014年度）

## 歷史
- 1916年7月1日：阿波鐵道鳴門線德島站至鳴門站開線而開業，初時為停留場。
- 1933年7月1日：阿波鐵道國有化，獲昇格為停車場，成為日本國有鐵道下的車站[5]。
- 1957年3月：車站南移至現時位置，第二代站房完成。
- 1984年1月31日：貨運服務停止。
- 1987年4月1日：日本國鐵分割民營化，車站的營運由JR四國繼承。
- 2024年3月16日：終日無人化[6][2]。

## 相鄰車站
※部分停靠此站的特急「渦潮」的相鄰停靠站參見列車條目。
四國旅客鐵道（JR四國）
■高德線（包括直通■鳴門線）
池谷（T04）－勝瑞（T03）－吉成（T02）

## 外部連結
- JR四國勝瑞站 （页面存档备份，存于）